# 포항제철지곡초등학교
포항제철지곡초등학교(浦項製鐵芝谷初等學校)는 대한민국 경상북도 포항시에 있는 사립 초등학교이다.

## 학교 연혁
- 1986.12.03. 포항제철국민학교(가칭) 시설 사업 시행 계획 승인 및 건축 승인
- 1993.12.30. 포항제철초등학교로 교명변경
- 1995.03.01 병설유치원 설립인가(가칭)
- 1997.09.01. 개교추진반 편성 운영 (반장 장칠관 외 7명)
- 1997.10.06. 포항제철지곡초등학교 설립 인가-6학년과정 36학급,정원 1440명
- 1998.02.01. 초대 이강화 교장 취임
- 1998.03.01. 포항제철지곡초등학교 개교 (36학급편성)
- 1998.04.07. 포항제철지곡초등학교 개교 및 준공식
- 1999.02.18. 제1회 졸업식 (남 135명, 여 105명. 계 240명)
- 1999.11.07. 포철교육재단 지정 인성교육 시범학교 운영 보고회
- 1999.11.12. 경상북도포항교육청 지정 토론문화 준거학교 운영보고회
- 1999.12.30. 1999학년도 학교 교육계획 추진 최우수학교 표창 - 교육부장관
- 2000.02.17. 제2회 졸업식(남 135명, 여 105명. 계 240명)
- 2000.03.02. 특수학급 1학급 증설(남 9명, 여 1명. 계 10명)
- 2001.09.01. 제2대 김진원 교장 취임
- 2001.12.10. 초등 국제 수학 올림피아드 단체부문 1위
- 2002.02.07. 기본 바로 세우기 실천 우수사례 공모대회 - 학교단체부문 대통령상 수상
- 2003.02.10. 포스코교육재단 지정 창의수업공개 보고회
- 2003.08.09~13 국악부·음악줄넘기부 호주 시드니 오페라하우스 공연
- 2003.09.20~10.02 한·미 교환학습단(미국 인디애나주 Upland 초등학교) 방문-자매결연
- 2004.02.07. 제2회 아시아 줄넘기 선수권 대회 우승(태국 방콕 : 15개 종목 중 12개 종목 금메달)
- 2004.02.18. 제6회 졸업식(남 116명, 여 108명. 계 224명)
- 2005.03.01. 제3대 김칠룡 교장 취임
- 2005.12.08. 제7회 졸업식(남 115명, 여 109명. 계 224명)
- 2006.10.18. 꿈나루 도서관 개관 (리모델링)
- 2006.11.25. 경북교육청 지정 수학영재반 조직
- 2006.12.13. 창의성교육 시범운영 전국규모 워크숍
- 2006.12.27. 제12회 전국 영어ㆍ수학학력경시대회 연속 12회 최우수학교상
- 2007.05.12. 동리목월 동요경연 ‘대상’
- 2007.10.27. 제9회 전국 줄넘기선수권 단체상
- 2008.12.08. 제4대 김영종 교장 취임
- 2008.12.16. 제16회 전국 영어ㆍ수학학력경시대회 연속 16회 최우수학교상
- 2008.12.16. 세계줄넘기선수권대회(남아프리카공화국)단체전 종합 우승
- 2009.07.01 포항제철지곡초등학교로 이름변경(교명)
- 2009.12.08. 제2회 한ㆍ미 국제수학챔피언십 최우수 단체상
- 2009.12.16. 교육과학기술부 선정 100대 교육과정 우수교
- 2010.09.01. 5대 신동구 교장 취임
- 2010.11.23. 제20회 전국 영어ㆍ수학학력경시대회 20회 연속 최우수학교상
- 2010.12.20. 2010 edutop 2년 연속 우수교 선정
- 2011.10.26. 2011 대한민국좋은학교박람회 최우수교 (교육부)
- 2012.02.02. 학교폭력예방 우수교 (청와대초청)
- 2012.05.23. 제5회 APEC 교육장관 방문 학교 공개
- 2012.12.27. 경북 EdutTop공모전('09행복 '10감동 '12보람 전분야 수상)
- 2012.12.31. 교육과학기술부선정 전국 100대 인성교육실천 최우수학교 (연속 2회)
- 2013.01.27. 전국 제1회 감사나눔 페스티발 우수학교 수상
- 2013.12.27. 우수인성교육프로그램 인증패 수상 (교육부)
- 2013.12.27. 2013대한민국행복학교박람회 우수교 (교육부)
- 2014.02.18. 제16회 졸업식 (222명 졸업)
- 2014.09.01. 제6대 김헌수 교장 취임
- 2014.09.01. SW(소프트웨어) 시범학교 운영(미래창조과학부)
- 2014.11.14. 대한민국 창의인성 한마당 부스운영(우수인성프로그램인증)
- 2014.12.24. 경상북도교육청 학교평가 최우수학교 선정
- 2015.02.16. 제17회 졸업식(185명 졸업, 총3,630명)

## 참고 자료
- 포항제철지곡초등학교 - 한국교육학술정보원 학교알리미